# Chemini (distrito)
Chemini é um distrito localizado na província de Bugia, Argélia, e cuja capital é a cidade de mesmo nome, Chemini. Em 2008, a população total do distrito era de 36 766 habitantes.[carece de fontes?]

## Municípios
O distrito está dividido em quatro comunas:
- Chemini
- Tibane
- Souk-Oufella
- Akfadou